# Álex Barrera
Alejandro Barrera García (Oviedo, Asturias, España, 12 de mayo de 1991), conocido como Álex Barrera, es un futbolista español que juega como centrocampista en la U. D. Llanera de la Segunda Federación.

## Trayectoria
Se incorporó a la cantera del Real Sporting de Gijón en 1998. Tras su paso por todas las categorías inferiores del club, pasó a formar parte de la plantilla del Real Sporting de Gijón "B" en 2010. Debutó con el primer equipo en Segunda División el 19 de agosto de 2012 en el estadio Los Pajaritos contra el C. D. Numancia de Soria. Anotó su primer gol con el Sporting el 1 de septiembre de 2013, durante el encuentro de la tercera jornada de la temporada 2012-13 ante el R. C. D. Mallorca, que finalizó con el marcador de 3-0.
El 11 de julio de 2016 se anunció su incorporación al Real Zaragoza, del que se desvinculó el 30 de agosto de 2017 para fichar por el Extremadura U. D. Allí consiguió un ascenso a Segunda División en la temporada 2017-18. Fue el autor del primer gol del club en una categoría profesional en la jornada 1 de la temporada 2018-19, disputada frente al Real Oviedo. El 31 de enero de 2018 se desvinculó del Extremadura y un mes más tarde fichó por el Bengaluru F. C., con el que se proclamó campeón de la Superliga de India. En enero de 2020, tras estar sin equipo desde la conclusión de su contrato con el conjunto indio en junio de 2019, fichó por el Barakaldo C. F. hasta el final de la temporada 2019-20. En el mes de agosto se unió al C. D. Atlético Baleares y en enero de 2021 al Algeciras C. F., donde permaneció hasta final de la campaña.
En julio de 2022, tras una temporada entera sin equipo, firmó por el F. C. Ryukyu japonés. Disputó un único partido de la J2 League y dejó el club a final de año al expirar su contrato. Entonces regresó a España y en marzo fichó por el C. D. Calahorra, hasta el final de la campaña, y en julio por el Coruxo F. C. Con este último disputó catorce partidos en la Segunda Federación antes de regresar a Asturias en julio de 2024 tras incorporarse a la U. D. Llanera.

## Clubes
| Club                       | País   | Año       |
| -------------------------- | ------ | --------- |
| Real Sporting de Gijón "B" | España | 2010-2013 |
| Real Sporting de Gijón     | España | 2013-2016 |
| Real Zaragoza              | España | 2016-2017 |
| Extremadura U. D.          | España | 2017-2019 |
| Bengaluru F. C.            | India  | 2019      |
| Barakaldo C. F.            | España | 2020      |
| C. D. Atlético Baleares    | España | 2020-2021 |
| Algeciras C. F.            | España | 2021      |
| F. C. Ryukyu               | Japón  | 2022      |
| C. D. Calahorra            | España | 2023      |
| Coruxo F. C.               | España | 2023-2024 |
| U. D. Llanera              | España | 2024-     |

## Palmarés

### Campeonatos nacionales
| Título             | Club            | País  | Año  |
| ------------------ | --------------- | ----- | ---- |
| Superliga de India | Bengaluru F. C. | India | 2019 |